# 2. Kompanie, 1. Zug, Vietnam 1966
2. Kompanie, 1. Zug, Vietnam 1966, auch bekannt als Abteilung Anderson (Originaltitel: La Section Anderson), ist ein französischer Dokumentarfilm aus dem Jahr 1966.

## Handlung
Der Film porträtiert eine Kampfeinheit während des Vietnamkriegs, die von einem schwarzen Kommandanten, Lieutenant Joseph Anderson, geleitet wird. Anderson, Absolvent der Militärakademie von West Point, bekommt den Auftrag, einen Höhenzug 250 Kilometer nördlich von Saigon einzunehmen. Die Einheit, die sich durch große Kameradschaft und Harmonie auszeichnet, wird mit Helikoptern in die Region gebracht. Unter feindlichem Feuer bahnen sich die Soldaten ihren Weg durch Felder, Wälder und über Wasserläufe. Während einer Kampfpause darf einer der Männer auf Fronturlaub nach Saigon. Doch der Mann hat sein Geld schnell ausgegeben und kehrt zum Zug zurück.
Als Anderson mit seinen Leuten ein kleines Dorf erreicht, wird er weiterbeordert. Die Verwundeten und Toten werden mit Hubschraubern ausgeflogen, der Rest des Zugs führt den Kampf um den Höhenzug weiter.

## Hintergrund
Pierre Schoendoerffer, der als Kameramann der französischen Armee im Indochinakrieg tätig gewesen war, kehrte für sechs Wochen nach Vietnam zurück, um von August bis Oktober 1966 das 33-köpfige Platoon zu begleiten.
Die Premiere des Dokumentarfilms fand im Januar 1967 im französischen Fernsehen statt. In Deutschland wurde er am 15. Juli 1968 erstmals ausgestrahlt.

## Kritiken
Das Lexikon des internationalen Films sprach von einem „Film, der unpathetisch, nüchtern und objektiv den Alltag amerikanischer Soldaten im Vietnamkrieg zeigt“.
Die US-amerikanische Bischofskonferenz USCCB bescheinigte, der Film zeige das Kampfgeschehen aus einer menschlichen Perspektive, wo sonst die Kämpfe verherrlicht werden.

## Auszeichnungen
1968 wurde der Film mit dem Oscar in der Kategorie Bester Dokumentarfilm ausgezeichnet. Ein Jahr zuvor hatte er bereits den Prix Italia und den Emmy Award als Bester Dokumentarfilm erhalten.